# محمد رضا نعمت زاده
محمد رضا نعمت زادة ((بالفارسية: محمدرضا نعمت زاده)، من مواليد 9 جولاي 1945 في تبريز) هو سياسي إيراني ومهندس ووزير الصناعة الحالي في حكومة الرئيس روحاني منذ 15 أغسطس 2013.